# Michael Fisher
Michael Ellis Fisher (3. září 1931, Trinidad – 26. listopadu 2021) byl anglicky fyzik žijící ve Spojených státech amerických, který se zabýval i chemií a matematikou. Obzvláště významná byla především jeho práce v oblasti statistické fyziky, teorie fázových přeměn a kritických jevů. Byl nositelem několika vědeckých ocenění, nejvýznamnější je pravděpodobně Wolfova cena za fyziku, kterou obdržel v roce 1980.